# Mistrzostwa Świata Mężczyzn w Curlingu 1970
Mistrzostwa Świata Mężczyzn w Curlingu 1970 zostały po raz pierwszy rozgrywane poza Szkocją i Kanadą, w Memorial Auditorium, w Utica, w Stanach Zjednoczonych. Rywalizowało ze sobą 8 reprezentacji. Złoty medal zdobyła kanadyjska drużyna Dona Duguida

## Reprezentacje
| Kraj              | Skip                    | Trzeci              | Drugi          | Otwierający           |
| ----------------- | ----------------------- | ------------------- | -------------- | --------------------- |
| Francja           | Pierre Boan             | Jean Albert Sulpice | Alain Bozon    | Maurice Sulpice       |
| Kanada            | Don Duguid              | Rod Hunter          | Him Pettapiece | Bryan Wood            |
| RFN               | Manfred Räderer         | Ernst Hege          | Peter Jacoby   | Hansjörg Jacoby       |
| Norwegia          | Knut Bjaanaes (czwarty) | Geir Søiland        | Per Dammen     | Josef Bjaanaes (skip) |
| Stany Zjednoczone | Art Tallackson          | Glenn Gilleshammer  | Ray Holt       | Trueman Thompson      |
| Szkocja           | Bill Muirhead           | George Haggart      | Derek Scott    | Murray Melville       |
| Szwajcaria        | Roland Schenkel         | Paul Metraux        | Ernst Pochon   | Michel Weill          |
| Szwecja           | Claes Källén (czwarty)  | Christer Källén     | Sture Lindén   | Tom Schaeffer (skip)  |

## Wyniki

### Klasyfikacja końcowa
| # | Kraj              |
| - | ----------------- |
| 1 | Kanada            |
| 2 | Szkocja           |
| 3 | Szwecja           |
| 4 | Stany Zjednoczone |
| 5 | Norwegia          |
| 6 | Francja           |
|   | RFN               |
|   | Szwajcaria        |

### Finał
|        | Wynik  |         |
| ------ | ------ | ------- |
| Kanada | 11 - 4 | Szkocja |

### Półfinał
|         | Wynik |         |
| ------- | ----- | ------- |
| Szkocja | 8 - 7 | Szwecja |

### Tie-braker

#### 1.
|                   | Wynik  |          |
| ----------------- | ------ | -------- |
| Stany Zjednoczone | 10 - 7 | Norwegia |

#### 2.
|         | Wynik |                   |
| ------- | ----- | ----------------- |
| Szwecja | 6 - 3 | Stany Zjednoczone |

### Round Robin

#### Klasyfikacja
| # | Kraj              | Wygranych | Przegranych |             |
| - | ----------------- | --------- | ----------- | ----------- |
| 1 | Kanada            | 7         | 0           | →Finał      |
| 2 | Szkocja           | 6         | 1           | →Półfinał   |
| 3 | Norwegia          | 4         | 3           | →Tie-braker |
| 3 | Szwecja           | 4         | 3           | →Tie-braker |
| 3 | Stany Zjednoczone | 4         | 3           | →Tie-braker |
| 6 | Francja           | 1         | 6           | -           |
| 6 | RFN               | 1         | 6           | -           |
| 6 | Szwajcaria        | 1         | 6           | -           |

#### Sesje
| Sesja |                   | Wynik   |                   |
| ----- | ----------------- | ------- | ----------------- |
| 1     | Szkocja           | 16 - 6  | RFN               |
| 1     | Szwecja           | 19 - 4  | Francja           |
| 1     | Kanada            | 16 - 8  | Szwajcaria        |
| 1     | Stany Zjednoczone | 14 - 8  | Norwegia          |
| 2     | Szwecja           | 17 - 3  | Stany Zjednoczone |
| 2     | Kanada            | 9 - 5   | Szkocja           |
| 2     | Norwegia          | 14 - 6  | RFN               |
| 2     | Szwajcaria        | 11 - 9  | Francja           |
| 3     | Szkocja           | 10 - 4  | Szwajcaria        |
| 3     | Norwegia          | 8 - 4   | Szwecja           |
| 3     | Stany Zjednoczone | 9 - 8   | Francja           |
| 3     | Kanada            | 20 - 4  | RFN               |
| 4     | Norwegia          | 17 - 7  | Francja           |
| 4     | RFN               | 8 - 7   | Szwajcaria        |
| 4     | Kanada            | 12 - 4  | Szwecja           |
| 4     | Szkocja           | 8 - 7   | Stany Zjednoczone |
| 5     | Szwecja           | 11 - 6  | RFN               |
| 5     | Szkocja           | 7 - 6   | Francja           |
| 5     | Stany Zjednoczone | 15 - 3  | Szwajcaria        |
| 5     | Kanada            | 14 - 6  | Norwegia          |
| 6     | Kanada            | 10 - 8  | Stany Zjednoczone |
| 6     | Norwegia          | 10 - 5  | Szwajcaria        |
| 6     | Szkocja           | 9 - 7   | Szwecja           |
| 6     | Francja           | 14 - 4  | RFN               |
| 7     | Kanada            | 16 - 5  | Francja           |
| 7     | Stany Zjednoczone | 12 - 11 | RFN               |
| 7     | Szkocja           | 9 - 6   | Norwegia          |
| 7     | Szwecja           | 11 - 4  | Szwajcaria        |